# ¿Quién es la máscara? (programa de televisión chileno)
¿Quién es la máscara? fue un programa de concurso de canto chileno, emitido por el canal de televisión Chilevision. Es la adaptación chilena del reality de canto surcoreano King of Mask Singer, y su versión estadounidense The Masked Singer, siendo el tercer canal de televisión latino en adaptar este programa después de México y Perú con ¿Quién es la máscara?: México y La máscara: Perú. 
Fue conducido por el presentador de televisión chileno Julián Elfenbein, además contó con las participaciones estelares de los actores María Elena Swett y Cristián Riquelme, la periodista Macarena Pizarro y el presentador de televisión Cristián Sánchez como investigadores. Fue estrenado el 1 de noviembre de 2021.

## Formato
Doce celebridades compiten de manera anónima con disfraces para ocultar su identidad. En cada episodio, los participantes interpretan una canción para enfrentarse en distintas modalidades que fluctúan entre duelos uno a uno o todos contra todos. El jurado juega el rol de "investigadores", apostando en cada episodio por el nombre del famoso que ellos creen, se oculta debajo de la máscara de cada uno de los participantes.
Dependiendo de la modalidad del episodio, el público presente en vivo o el jurado elige a las peores presentaciones, quienes posteriormente se someten a un duelo uno contra uno denominado "máscara vs. máscara" para competir y no ser eliminados. El jurado es quien tiene la decisión final para elegir al participante que abandona la competencia en cada episodio. 
Al final del capítulo, el participante eliminado debe quitarse la máscara del disfraz para revelar su identidad y así descubrir si la apuesta del jurado era errada o no.

## Equipo
El programa es conducido por Julián Elfenbein, mientras que la influencer Catalina Salazar, "iCata"; se encarga del entrevistar a los participantes luego de cada presentación.
El jurado, cumpliendo el rol de "investigadores", está compuesto por el actor Cristián Riquelme, la periodista Macarena Pizarro, la actriz María Elena Swett y el presentador de televisión Cristián Sánchez.
De momento, el investigador más exitoso del programa es Cristián R., con tres de seis aciertos en las identidades de los participantes eliminados. Le siguen Macarena y María Elena, con dos aciertos cada una; y Cristián S., con una apuesta correcta. El programa también cuenta con un webshow denominado Fuera Máscara transmitido en línea en conjunto con su señal al aire, conducido por la actriz e influencer Mafe Bertero, la comediante Valentina Saini y el también influencer y humorista Diego Jerez. Emitido por redes sociales, la producción cuenta con invitados y se encarga de comentar cada episodio y contar los entretelones del show.
| Temporada                                                          | 1           | 2           | 3           |
| Año                                                                | 2021        | 2021        | 2021-2022   |
| Presentador                                                        | Presentador | Presentador | Presentador |
| ------------------------------------------------------------------ | ----------- | ----------- | ----------- |
| Julián Elfenbein                                                   |             |             |             |
| Jurado                                                             |             |             |             |
| Cristián Riquelme                                                  |             |             |             |
| Macarena Pizarro                                                   |             |             |             |
| María Elena Swett                                                  |             |             |             |
| Cristián Sánchez                                                   |             |             |             |
| Millaray Viera (como reemplazo de María Elena Swett)               |             |             |             |
| Raquel Argandoña (como reemplazo de Macarena Pizzaro; un episodio) |             |             |             |
| Backstage                                                          |             |             |             |
| Catalina Salazar (iCata)                                           |             |             |             |
| "Fuera máscara" (webshow)                                          |             |             |             |
| Mafe Bertero                                                       |             |             |             |
| Valentina Saini                                                    |             |             |             |
| Diego Jerez (NiTanZorron)                                          |             |             |             |

## Temporadas
| Temporada | Inicio de temporada     | Final de temporada      | Episodios | Participantes | Ganador                           | Segundo lugar                   | Tercer lugar                    |
| --------- | ----------------------- | ----------------------- | --------- | ------------- | --------------------------------- | ------------------------------- | ------------------------------- |
| 1         | 1 de noviembre de 2021  | 28 de noviembre de 2021 | 10        | 12            | Daniela Castillo como Muñeca      | Jean Philippe Cretton como Rata | Natalia Cuevas como Cigüeña     |
| 2         | 29 de noviembre de 2021 | 21 de diciembre de 2021 | 10        | 12            | Fernanda Hansen como Panda        | Quique Neira como Puma          | Leo Rey como Bola Disco         |
| 3         | 27 de diciembre de 2021 | 20 de enero de 2022     | 10        | 12            | Héctor "Kanela" Muñoz como Conejo | Denisse Malebrán como Caperuza  | Christell Rodríguez como Guagua |

## Participantes

### Primera temporada (2021)
| Máscara      | Identidad               | Ocupación                                                | Resultado               |
| ------------ | ----------------------- | -------------------------------------------------------- | ----------------------- |
| Muñeca       | Daniela Castillo        | Cantante, actriz y presentadora de televisión            | Ganadora                |
| Rata         | Jean Philippe Cretton   | Periodista, presentador de televisión y músico           | 2° Lugar                |
| Cigüeña      | Natalia Cuevas          | Comediante, actriz e imitadora                           | 3° Lugar                |
| Sapo         | / DJ Méndez             | Cantante de rap y expersonalidad de televisión           | Semifinalista Eliminado |
| Flor         | Mónica Aguirre          | Modelo y actriz                                          | 8.ª Eliminada           |
| Avispa       | Emilia Daiber           | Presentadora de televisión                               | 7.ª Eliminada           |
| Piña         | / Américo               | Cantante y personalidad de televisión                    | 6.º Eliminado           |
| Indio Pícaro | Cristián "Chico" Pérez  | Presentador de televisión, periodista y Disc-Jockey (DJ) | 5° Eliminado            |
| Flamenco     | Raquel Argandoña        | Presentadora de televisión y actriz                      | 4ª Eliminada            |
| Burro        | Paul Vásquez "El Flaco" | Humorista, bombero y rescatista                          | 3° Eliminado            |
| Pop Corn     | María Eugenia Larraín   | Numeróloga y exmodelo                                    | 2ª Eliminada            |
| Monstruo     | Jorge Valdivia          | Futbolista                                               | 1° Eliminado            |

### Segunda Temporada (2021)
| Máscara    | Identidad          | Ocupación                                                 | Resultado               |
| ---------- | ------------------ | --------------------------------------------------------- | ----------------------- |
| Panda      | Fernanda Hansen    | Periodista, expresentadora de televisión y cantante       | Ganadora                |
| Puma       | Quique Neira       | Cantante de reggae, exvocalista de Gondwana               | 2° Lugar                |
| Bola Disco | Leo Rey            | Cantante de cumbia y personalidad de televisión           | 3° Lugar                |
| Tiburón    | Pablo Herrera      | Cantautor y compositor                                    | Semifinalista Eliminado |
| Boca       | Katherine Orellana | Cantante                                                  | 8.ª Eliminada           |
| Unicornio  | / Eva Gómez        | Presentadora de televisión y cantante                     | 7.ª Eliminada           |
| Cangrejo   | Gigi Martin        | Comediante y actor                                        | 6.° Eliminado           |
| Banana     | Patricio Torres    | Comediante, actor y locutor de radio                      | 5.° Eliminado           |
| Calavera   | / Cristina Tocco   | Actriz                                                    | 4.ª Eliminada           |
| Choripán   | Mauricio Pinilla   | Presentador de televisión y exfutbolista                  | 3.° Eliminado           |
| Helada     | Javiera Acevedo    | Actriz, modelo, excomediante y personalidad de televisión | 2.ª Eliminada           |
| Pelos      | / Juan Falcón      | Actor                                                     | 1.° Eliminado           |

### Tercera Temporada (2021-2022)
| Máscara   | Identidad              | Ocupación                                                              | Resultado               |
| --------- | ---------------------- | ---------------------------------------------------------------------- | ----------------------- |
| Conejo    | Héctor "Kanela" Muñoz  | Vocalista de Noche de Brujas                                           | Ganador                 |
| Caperuza  | Denisse Malebrán       | Cantante y compositora                                                 | 2° Lugar                |
| Guagua    | Christell Rodríguez    | Cantante                                                               | 3er Lugar               |
| Lechuza   | Carolina Soto          | Cantante                                                               | Semifinalista Eliminada |
| Cleogata  | / María Jimena Pereyra | Cantautora, compositora, actriz y presentadora                         | 8.ª Eliminada           |
| Abuelo    | Eduardo "Lalo" Ibeas   | Vocalista de Chancho en Piedra                                         | 7.° Eliminado           |
| Cóndor    | Mauricio Flores        | Comediante y actor                                                     | 6.° Eliminado           |
| Pitbull   | Leo Caprile            | Presentador de televisión y locutor de radio                           | 5.° Eliminado           |
| Reinetita | Macarena Tondreau      | Presentadora de televisión y actriz                                    | 4.ª Eliminada           |
| Mono      | Mark González          | Exfutbolista                                                           | 3.° Eliminado           |
| Escoba    | Benjamín Vicuña        | Actor                                                                  | 2.° Eliminado           |
| Huevo     | Víctor Díaz            | Estudiante de Ingeniería Agrícola, Ganador de “El discípulo del chef”. | 1.° Eliminado           |

## Desarrollo

#### Primera Temporada (2021)
| Máscara      | Identidad             | Episodios | Episodios | Episodios | Episodios | Episodios | Episodios | Episodios | Episodios | Episodios               | Episodios |
| Máscara      | Identidad             | 1         | 2         | 3         | 4         | 5         | 6         | 7         | 8         | SemiFinal               | Final     |
| ------------ | --------------------- | --------- | --------- | --------- | --------- | --------- | --------- | --------- | --------- | ----------------------- | --------- |
| Muñeca       | Daniela Castillo      |           | Riesgo    |           | Riesgo    | Riesgo    | Sigue     | Riesgo    | Sigue     | Riesgo                  | Ganadora  |
| Rata         | Jean Philippe Cretton | Gana      |           |           | Sigue     | Sigue     | Sigue     | Sigue     | Sigue     | Gana                    | 2° Lugar  |
| Cigüeña      | Natalia Cuevas        | Gana      |           | Sigue     |           | Sigue     | Riesgo    | Sigue     | Riesgo    | Gana                    | 3° Lugar  |
| Sapo         | DJ Méndez             |           | Riesgo    |           | Sigue     | Sigue     | Sigue     | Sigue     | Sigue     | Semifinalista Eliminado | Eliminado |
| Flor         | Mónica Aguirre        |           | Gana      | Riesgo    |           | Sigue     | Sigue     | Sigue     | Eliminada | Eliminada               | Eliminada |
| Avispa       | Emilia Daiber         |           | Gana      | Sigue     |           | Sigue     | Sigue     | Eliminada | Eliminada | Eliminada               | Eliminada |
| Piña         | Américo               |           | Gana      | Sigue     |           | Sigue     | Eliminado | Eliminado | Eliminado | Eliminado               | Eliminado |
| Indio Pícaro | Cristián Pérez        | Riesgo    |           |           | Sigue     | Eliminado | Eliminado | Eliminado | Eliminado | Eliminado               | Eliminado |
| Flamenco     | Raquel Argandoña      | Gana      |           |           | Eliminada | Eliminada | Eliminada | Eliminada | Eliminada | Eliminada               | Eliminada |
| Burro        | Paul Vásquez          | Riesgo    |           | Eliminado | Eliminado | Eliminado | Eliminado | Eliminado | Eliminado | Eliminado               | Eliminado |
| Popcorn      | María Eugenia Larraín |           | Eliminada | Eliminada | Eliminada | Eliminada | Eliminada | Eliminada | Eliminada | Eliminada               | Eliminada |
| Monstruo     | Jorge Valdivia        | Eliminado | Eliminado | Eliminado | Eliminado | Eliminado | Eliminado | Eliminado | Eliminado | Eliminado               | Eliminado |

#### Segunda Temporada (2021)
| Máscara    | Identidad          | Episodios | Episodios | Episodios | Episodios | Episodios | Episodios | Episodios | Episodios | Episodios               | Episodios |
| Máscara    | Identidad          | 1         | 2         | 3         | 4         | 5         | 6         | 7         | 8         | SemiFinal               | Final     |
| ---------- | ------------------ | --------- | --------- | --------- | --------- | --------- | --------- | --------- | --------- | ----------------------- | --------- |
| Panda      | Fernanda Hansen    |           | Gana      |           | Sigue     | Sigue     | Sigue     | Riesgo    | Sigue     | Gana                    | Ganadora  |
| Puma       | Quique Neira       | Riesgo    |           |           | Sigue     | Sigue     | Sigue     | Riesgo    | Riesgo    | Gana                    | 2° Lugar  |
| Bola Disco | Leo Rey            | Gana      |           |           | Riesgo    | Sigue     | Sigue     | Gana      | Sigue     | Riesgo                  | 3° Lugar  |
| Tiburón    | Pablo Herrera      |           | Gana      | Riesgo    |           | Sigue     | Riesgo    | Gana      | Sigue     | Semifinalista Eliminado | Eliminado |
| Boca       | Katherine Orellana |           | Riesgo    | Sigue     |           | Sigue     | Sigue     | Gana      | Eliminada | Eliminada               | Eliminada |
| Unicornio  | Eva Gómez          | Gana      |           | Sigue     |           | Sigue     | Sigue     | Eliminada | Eliminada | Eliminada               | Eliminada |
| Cangrejo   | Gigi Martin        |           | Riesgo    |           | Sigue     | Riesgo    | Eliminado | Eliminado | Eliminado | Eliminado               | Eliminado |
| Banana     | Patricio Torres    | Riesgo    |           | Sigue     |           | Eliminado | Eliminado | Eliminado | Eliminado | Eliminado               | Eliminado |
| Calavera   | Cristina Tocco     | Gana      |           |           | Eliminada | Eliminada | Eliminada | Eliminada | Eliminada | Eliminada               | Eliminada |
| Choripán   | Mauricio Pinilla   |           | Gana      | Eliminado | Eliminado | Eliminado | Eliminado | Eliminado | Eliminado | Eliminado               | Eliminado |
| Helada     | Javiera Acevedo    |           | Eliminada | Eliminada | Eliminada | Eliminada | Eliminada | Eliminada | Eliminada | Eliminada               | Eliminada |
| Pelos      | Juan Falcón        | Eliminado | Eliminado | Eliminado | Eliminado | Eliminado | Eliminado | Eliminado | Eliminado | Eliminado               | Eliminado |

#### Tercera Temporada (2021-2022)
| Conejo    | Kanela               | Gana      |           | Sigue     |           | Sigue     | Sigue     | Riesgo    | Sigue     | Riesgo                  | Ganador   |           |           |           |           |
| Caperuza  | Denisse Malebrán     |           | Gana      |           | Riesgo    | Sigue     | Sigue     | Riesgo    | Riesgo    | Gana                    | 2° Lugar  |           |           |           |           |
| Guagua    | Christell            |           | Riesgo    |           | Sigue     | Sigue     | Riesgo    | Gana      | Sigue     | Gana                    | 3° Lugar  |           |           |           |           |
| Lechuza   | Carolina Soto        | Gana      |           | Riesgo    |           | Riesgo    | Sigue     | Gana      | Sigue     | Semifinalista Eliminada | Eliminada |           |           |           |           |
| Cleogata  | Maria Jimena Pereyra | Riesgo    |           | Sigue     |           | Sigue     | Sigue     | Gana      | Eliminada | Eliminada               | Eliminada | Eliminada | Eliminada | Eliminada | Eliminada |
| Abuelo    | Eduardo "Lalo" Ibeas | Gana      |           |           | Sigue     | Sigue     | Sigue     | Eliminado | Eliminado | Eliminado               | Eliminado | Eliminado | Eliminado |           |           |
| Cóndor    | Mauricio Flores      |           | Gana      | Sigue     |           | Sigue     | Eliminado | Eliminado | Eliminado | Eliminado               | Eliminado |           |           |           |           |
| Pitbull   | Leo Caprile          | Riesgo    |           |           | Sigue     | Eliminado | Eliminado | Eliminado | Eliminado | Eliminado               | Eliminado |           |           |           |           |
| Reinetita | Macarena Tondreau    |           | Riesgo    |           | Eliminada | Eliminada | Eliminada | Eliminada | Eliminada | Eliminada               | Eliminada |           |           |           |           |
| Mono      | Mark González        |           | Gana      | Eliminado | Eliminado | Eliminado | Eliminado | Eliminado | Eliminado | Eliminado               | Eliminado |           |           |           |           |
| Escoba    | Benjamín Vicuña      |           | Eliminado | Eliminado | Eliminado | Eliminado | Eliminado | Eliminado | Eliminado | Eliminado               | Eliminado |           |           |           |           |
| Huevo     | Víctor Díaz          | Eliminado | Eliminado | Eliminado | Eliminado | Eliminado | Eliminado | Eliminado | Eliminado | Eliminado               | Eliminado |           |           |           |           |

     El participante enmascarado ganó su duelo y permaneció en el concurso.
     El participante enmascarado fue salvado por el público y permaneció en el concurso.
     El participante enmascarado fue salvado por el jurado antes del máscara vs. máscara.
     El participante enmascarado fue enviado al máscara vs. máscara, resultando salvado por el jurado.
     El participante enmascarado fue enviado al máscara vs. máscara en la semifinal, resultando perdedor, eliminado y desenmascarado.
     El participante enmascarado fue enviado al máscara vs. máscara, resultando perdedor, eliminado y desenmascarado.
     El participante enmascarado no actuó en ese episodio.
1. 1 2 3 4 5 6 7 8  En esta ronda no se realizó el máscara vs. máscara, por lo que la elección del jurado se basó en sus presentaciones originales.